# Un medico in famiglia
Un medico in famiglia è una serie televisiva italiana prodotta da Publispei e Rai Fiction, andata in onda in prima visione su Rai 1 dal 6 dicembre 1998 al 24 novembre 2016.
È l'adattamento italiano del format della serie spagnola Médico de familia, in onda su Telecinco negli anni novanta. L'ambientazione principale di Un medico in famiglia è la città di Roma.
Composta in totale da 286 episodi, Un medico in famiglia è la serie televisiva italiana più lunga di sempre, escludendo le soap opera e le sitcom. Ha ottenuto un enorme consenso di pubblico, superando i dieci milioni di telespettatori e diventando un fenomeno di culto della televisione italiana.

## Trama

### Prima stagione
Lele Martini, un medico di base della ASL sperimentale di Roma, si trasferisce in una nuova casa a Poggio Fiorito, una zona residenziale appena fuori la capitale italiana. Con lui c'è il padre Libero, da poco pensionato, e  i figli Maria, Ciccio e Annuccia. Maria è contraria al trasferimento, ma cambia idea quando conosce Reby, una compagna di scuola che diventa la sua migliore amica. Alla famiglia si aggiungono due nuovi componenti: la collaboratrice domestica Cettina e il nipote Alberto, ossia il figlio di Nilde (sorella di Lele), che va a vivere dallo zio Lele perché è esasperato dai continui litigi tra sua madre e suo padre, Carlo Foschi. 
Nello stesso quartiere, in una casa maggiormente lussuosa, vivono Nicola ed Enrica, i nonni materni dei piccoli Martini. Elena Solari, la loro prima figlia nonché prima moglie di Lele, ha perso la vita in un incidente stradale prima che iniziasse la narrazione della serie. I Martini hanno due distinte famiglie come vicini di casa: dapprima una coppia impicciona senza figli (Margherita e Vincenzo), nonché una famiglia di origini siciliane. 
Alla ASL, Lele segue diversi pazienti e ciò costituisce un'occasione per affrontare diversi temi come l'AIDS, la violenza sulle donne, lo sfruttamento del lavoro minorile, l'anoressia e l'epilessia. La struttura sanitaria è diretta dal professor Giorgi. Tra i vari medici e paramedici della ASL, Lele interagisce spesso con l'infermiera Jessica e i dottori Mariano e Laura. Quest'ultima è innamorata di lui, ma Lele è perennemente indeciso se provare a dichiararsi con la cognata Alice. Ci sono due fattori che Lele ritiene insormontabili: il fatto che Alice è la zia dei suoi figli, e il fatto che Alice, oltre che più giovane di lui, è affascinante esteticamente, forse troppo per lui.
Da sempre innamorata di Lele all'insaputa di quest'ultimo e a sua volta incapace di dichiararsi sentendosi in colpa verso la defunta sorella, Alice inizia una relazione con il giornalista Sergio, un uomo bello e affascinante che però la tradisce e addirittura la picchia. Dopo averlo lasciato, Alice passa un periodo difficile, perdendo il lavoro, dal quale riesce ad uscire grazie al supporto di Lele e di Giulio, il migliore amico del medico, i cui figli lo considerano come uno zio. Alice inizia a lavorare come conduttrice radiofonica a Radio Tua.
Alla ASL arriva il dottor Oscar Nobili, che è omosessuale. Oscar e Lele diventano presto buoni amici. Lele ha una relazione sentimentale con Irene Falcetti, una collega di origini bolognesi, ma i progetti di trasferimento e la mancata propensione ai legami famigliari da parte della donna pongono fine alla loro storia d'amore. Quando Alice sta per partire per l'Africa come reporter, Lele le dichiara il suo amore urlando all'aeroporto. Alice ricambia il suo sentimento, ma decide di non rinunciare a questa esperienza professionale. Quindi parte ugualmente dopo aver salutato il cognato.

### Seconda stagione
La narrazione riprende sei mesi dopo il finale della 1ª stagione. Alice rientra dall'Africa e inizia una relazione con Lele. Inoltre, riprende a lavorare come conduttrice radiofonica a Radio Tua. Dopo varie peripezie, Lele e Alice si sposano a Roccalta, con tutti i familiari che assistono felici, a eccezione di Nicola che vive in Brasile. Proprio lì i novelli sposi dovrebbero andare in viaggio di nozze, ma Alice si sente male prima della partenza e viene portata urgentemente all'ospedale: ha avuto un aborto spontaneo e le viene detto che non potrà avere figli.
Alberto si fidanza con Gemma Colamarco, una studentessa universitaria che vive vicino a casa Martini, ma tra i due ci sono alcuni contrasti: ella non approva le amicizie che Alberto ha instaurato con dei ragazzi poco raccomandabili. Nilde scopre di essere incinta di un uomo con cui aveva avuto una relazione molto breve. Alice, trasferitasi definitivamente a casa Martini, deve abituarsi al nuovo ruolo di "madre acquisita" dei tre giovani Martini, ruolo difficile specialmente nei confronti di Maria, che affronta i turbamenti dell'adolescenza. Alice e Lele hanno due visioni contrastanti su come crescere i figli.
Inaspettatamente, anche Alice scopre di essere incinta, e nel finale partorisce due gemelli. Lele quindi è padre di cinque figli.

### Terza stagione
La narrazione riprende circa tre anni dopo il finale della 2ª stagione. Lele, Alice e i due gemelli si trasferiscono in Australia, perché lui inizia una carriera da ricercatore. Libero quindi diventa il capofamiglia.
Maria, appena diplomata, va all'università per iniziare Medicina, e lì incontra il dottor Guido Zanin, bello e gentile, che è appena arrivato da Milano. Guido va a lavorare alla ASL e prende in affitto la stanza di Lele in casa Martini. Si affeziona a tutti i componenti della famiglia, e si innamora di Maria. Marcello, amico di infanzia di Guido, inizia a lavorare nell'emittente radiofonica dove lavorava Alice. Cettina, abbandonata da Giacinto, inizia una storia con Augusto Torello, un impresario di onoranze funebri: è la prima volta che un personaggio di una fiction fa questo lavoro.
Il legame che si crea tra Guido e Maria tiene banco nel corso di tutta la terza stagione, anche mentre sono impegnati rispettivamente con Carlotta e Gianluca. Libero ha un infarto quando pensa erroneamente che quest'ultimo abbia coinvolto l'adorata nipote in un traffico di droga.
Jessica e Oscar, nonostante l'omosessualità di lui, hanno un rapporto occasionale e lei resta incinta, ma non si sa chi è il padre, poiché in quel periodo lei ha una relazione con Giovanni, un aspirante presbitero che rinuncia alla sua vocazione per formare una famiglia con Jessica e il nascituro.
La storia tra Maria e Guido sembra finita a causa di un equivoco increscioso, causato da una donna che aveva avuto un rapporto occasionale con Guido e non si rassegnava all'idea che Guido non volesse più avere a che fare con lei. Maria, convinta erroneamente di essere stata tradita da Guido con quella donna, ha perso del tutto la fiducia sul fatto che Guido possa mettere da parte la sua natura di dongiovanni impenitente. Tuttavia lei, appena ha saputo del suo permanente trasferimento a Milano, decide di seguire l'esempio di Lele all'aeroporto nella prima stagione, esempio rammentatole anche da Annuccia proprio mentre stanno accompagnando Cettina in chiesa, dove quest'ultima deve sposarsi con Augusto. Maria decide di cambiare strada e corre a dichiarargli il suo amore urlando alla stazione ferroviaria, e Guido le urla a sua volta "ti amo", anche se ormai il treno è già partito. Durante la cerimonia, tra lo stupore generale, Guido si presenta in chiesa ferito, essendosi lanciato giù dal treno per rimanere a Roma con Maria.

### Quarta stagione
La narrazione riprende circa tre anni dopo il finale della 3ª stagione. Viene rivelato che, nel periodo di intervallo temporale narrativo, Guido ha dovuto lavorare a Milano, e quindi si sposta continuamente tra il capoluogo lombardo e la capitale italiana, poiché non riesce ancora ad ottenere il trasferimento a Roma. Libero e i tre nipoti maggiori rientrano dall'Australia, dove hanno trascorso l'estate con Lele, Alice e i due nipoti minori. Nicola torna in Italia per ottenere il divorzio da Enrica. Lei, dopo qualche contrasto, accetta di fare un divorzio consensuale e investe tutti i suoi soldi in un affare con l'ex marito, affare che però si rivela una truffa. Enrica quindi diventa nullatenente e viene ospitata a casa Martini. Cettina e Torello vanno ad abitare nel villino accanto all'abitazione dei Martini, e Torello sposta la sede della sua agenzia funebre all'interno della casa nuova. Alla ASL arriva un medico umanitario, Franco Caselli, che organizza un corso per preparare i medici e paramedici a eventuali missioni umanitarie. Maria e Guido vanno a convivere nella "bomboniera", ossia una piccola unità abitativa adiacente la casa dei coniugi Torello. Proprio lì, però, Reby dimentica un suo test di gravidanza, apparentemente positivo. Ciò innesca una serie di equivoci che causano la rottura tra Guido e Maria, che riusciranno a ritrovarsi solo dopo parecchio tempo. Libero deve fare un'operazione a cuore aperto, e chiede a Enrica di sposarlo per la reversibilità della pensione. Poi, invece, si scopre che era un errore: Libero non deve più operarsi, e con Enrica nascono dei sentimenti genuini reciproci. Lele ritorna provvisoriamente a casa Martini, e trova diversi cambiamenti: suo padre che si è sposato con sua suocera; Annuccia più matura; e Maria fidanzata con un ragazzo che non ha mai conosciuto, con cui, dopo un'iniziale discussione, andrà d'accordo. Così può accompagnare Maria all'altare. Lei e Guido si sposano con una cerimonia officiata da Giovanni, e poi partono immediatamente per la missione umanitaria in Africa.

### Quinta stagione
La narrazione riprende circa tre anni dopo il finale della 4ª stagione. Lele risiede a Parigi dove è diventato un docente universitario. A casa Martini arriva il medico torinese Emilio Villari, fidanzato con Alba, la figlia di Gualtiero, un cinico imprenditore e conoscente di lunga data di Enrica. Nel quartiere arriva una famiglia di indiani. C'è il tradizionalista induista Kabir, un uomo di mezza età e nonno di tre nipoti: Sarita, una dottoressa specializzata in omeopatia che però vive secondo i valori occidentali, e i giovani Sadju e Sumede, coetanei rispettivamente di Ciccio e Annuccia. Emilio deve impiantare a Roma un poliambulatorio semiprivato: il suo futuro suocero gli dice che non può ritornare subito a Torino perché deve restare a supervisionare il corretto funzionamento della nuova struttura sanitaria. Solamente nella quinta stagione Poggio Fiorito non è più un quartiere ma è un Comune autonomo. Dopo qualche tentennamento, Libero decide di candidarsi alla carica di primo cittadino, per fermare i progetti dell'affarista Ulrico Ulmi. Vince e si ritrova ad affrontare i diversi problemi della comunità. Alberto torna a stare nella camera del cugino Ciccio, perché si è lasciato con Eloisa. Carlo Foschi, il padre di Alberto, torna a Roma dopo tanti anni e cerca faticosamente di riconquistare l'affetto di suo figlio. Maria è tornata dall'Africa senza comunicarlo alla famiglia. È psicologicamente devastata dagli orrori che ha visto e affrontato nel continente nero. Vuole riprendersi quella spensieratezza che non ha potuto avere negli anni passati, vuole recuperare la sua gioventù e divertirsi senza pensieri, ma senza tradire il marito Guido che sta ancora proseguendo la sua esperienza di volontariato nel sud del mondo. Mentre la storia d'amore tra Ciccio e Miranda prosegue a gonfie vele, quella tra Torello e Cettina sembra ormai giunta al termine, perché lei si è innamorata di Kabir, che però non la ricambia. Distrutto dal dolore causatogli dalla separazione, Torello perde la lucidità anche a livello professionale. L'agenzia è quasi fallita, Cettina si trasferisce a Pescara con il figlioletto Eros, e Torello deve lavorare alle dipendenze di Rosalbo e delle parenti ritornate dal nord per prendere il controllo dell'agenzia romana. Alberto e Reby, inaspettatamente, si fidanzano: in passato il giovane Foschi aveva sempre rifiutato le avances della ragazza. Oscar ha una relazione sentimentale con il collega Max Cavilli.

### Sesta stagione
La narrazione riprende circa un anno dopo il finale della 5ª stagione. A Roma fervono i preparativi per l'imminente matrimonio di Ciccio e Miranda. A Parigi Lele è un accademico della Sorbona e ha scritto un libro. Viene in Italia insieme ai due figli Elena e Bobó con l'intenzione di presenziare al matrimonio. Invece Alice, da cui si è recentemente separato, non sarà presente all'evento. Ciccio, Nilde e Andrea Biglietti hanno fondato un agriturismo in Puglia, concordando con Miranda di trasferirvisi dopo le nozze. Tuttavia, lei non vuole più sposarsi e lascia Ciccio, facendogli cambiare idea anche sulla Puglia. Lele decide di prendere un anno sabbatico dalla Sorbona, per poter restare a Roma. Maria e Guido aspettano un bambino, ma non possono andare a vivere nel loro appartamento perché l'uomo che lo aveva preso in affitto si rifiuta di liberarlo e continua a viverci senza pagare. Annuccia è entrata nella fase dell'adolescenza e trova una nuova amica (Giulia) e il primo amore (Gianfi). Libero ed Enrica si trasferiscono in Puglia, ma talvolta tornano a Roma. Giulio Pittaluga ha riaperto l'antica cioccolateria fondata dal padre Romeo, ma l'attività va male e l'amico di Lele è pieno di debiti. Dai Paesi Bassi arriva Bianca, la sorella di Giulio, per occuparsi della cioccolateria. Lele inizia una storia con Fanny, una dottoressa molto più giovane di lui. Guido viene avvicinato da Ave, una sarta proveniente dal Nord Italia, che si rivela essere la sua madre naturale. Lo aveva abbandonato da neonato in un orfanotrofio e Guido non era nemmeno al corrente della sua esistenza. Elena e Bobò si ambientano nella famiglia Martini, e interagiscono anche con Inge, la figlia di Bianca che vive nei Paesi Bassi ma che spesso va a Roma per stare con la madre. Nasce Palù, la figlia di Maria e Guido. Senza rendersene conto, Maria trascura molto il marito, che cede al corteggiamento dell'eccentrica Valentina, tradendo la moglie una sola volta. Ciccio ha trovato lavoro in un maneggio, ed è diventato molto amico di Tracy, un'aspirante fantina. L'amicizia si evolve in un sentimento più intenso. Con l'obiettivo di risolvere i problemi economici, Giulio partecipa al reality show L'isola dei coraggiosi, assentandosi per parecchio tempo dalla cioccolateria. Lele e Fanny si lasciano di comune accordo, senza rancore. Quando sta per scadere l'anno sabbatico, Lele decide di rinunciare al suo lavoro alla Sorbona di Parigi per poter continuare a vivere a Roma con la sua famiglia. Dichiara il suo amore a Bianca in una vasca di delfini all'acquapark, con la complicità di Bobò e Inge, e le chiede di sposarlo. Nel finale, Lele celebra il doppio matrimonio di Ciccio e Tracy e di Libero ed Enrica.

### Settima stagione
La narrazione riprende circa tre anni dopo il finale della 6ª stagione. Lele lavora come medico nella clinica Villa Aurora e come docente all'Università di Roma, ma decide di rinunciare a questo secondo lavoro quando apprende che l'ateneo non finanzierà la sperimentazione di un farmaco contro una malattia rara. Libero si è trasferito in America per riabbracciare i fratelli. Guido è morto da diverso tempo in un incidente stradale: sia per Ave sia per Maria è davvero dura riuscire ad andare avanti. Palù inizia l'asilo e fa amicizia con il piccolo Jonathan, figlio di un giornalista, Marco Levi. Tra quest'ultimo e Maria si sviluppa una complicatissima storia d'amore, tra i dubbi di lei che sta ancora elaborando il lutto e fatica ad intraprendere una nuova relazione e lui, che è molto preso da se stesso, dal proprio lavoro e da suo figlio. Nonna Enrica non ha seguito il marito negli USA, perché gestisce una piccola attività di esportazione di prodotti artigianali pugliesi. Oscar Nobili continua ad avere un ruolo apicale nella clinica Villa Aurora, ma non ha più il fidanzato Max, che si è trasferito all'estero definitivamente. Ciccio e Tracy, sposati da qualche anno, hanno profonde divergenze su quale progetto di vita mandare avanti: lui vorrebbe fare un figlio, lei vorrebbe dedicarsi esclusivamente all'affermazione professionale. Il fidanzamento di Lele e Bianca viene messo alla prova da due elementi di disturbo: Gus, il primo marito di lei con cui è ancora legalmente sposata, e Virginia, una dottoressa che conobbe Lele a Parigi quando era in crisi coniugale con Alice. Al liceo, Annuccia si trova a interagire con Trotta, un ragazzo bello e privilegiato che è abituato ad avere tutto. Trotta vuole conquistare Annuccia, non perché prova un sentimento, ma banalmente perché vuole dimostrare a sé stesso e al suo branco di poter riuscire a sedurre anche una ragazza che ha saputo tenere testa alla sua arroganza. Reby e Alberto, che vivevano a Milano nella stagione precedente, tornano a Roma. Alberto si innamora di Albina, che lo ricambia. Enrica e Ave prendono in affitto il villino dove vivevano i coniugi Torello. La convivenza tra le due non è facile, soprattutto quando arriva Donato, un uomo di mezza età che sembra essersi innamorato di Ave. Lele e Virginia si danno da fare per trovare qualcuno che possa finanziare il loro progetto di sperimentazione che fu rifiutato dall'università. Il loro affiatamento professionale suscita la forte gelosia di Bianca. Quando Virginia bacia Lele senza sapere che una giornalista li sta filmando, Bianca sembra decisa a rompere il fidanzamento con Lele. Successivamente c'è una riconciliazione tra i due. Nel finale, si sposano in una remota località di montagna dopo svariate peripezie.

### Ottava stagione
La narrazione riprende una settimana dopo il finale della 7ª stagione. Nonno Libero è tornato in Italia. A casa Martini, Marco e Maria annunciano che si stanno per sposare. Lele viene convocato dalla banca, e ci va insieme a Bianca, che è incinta (come rivelato nella 7ª stagione). Il dirigente spiega ai coniugi Martini che tutti i residenti del quartiere Poggio Fiorito devono ricomprare le proprie case oppure rassegnarsi a perderle. Il matrimonio è rimandato perché tutta la famiglia deve risparmiare per fare fronte all'imprevisto. Fulvio Magnani, un losco affarista, diventa nemico dei Martini perché essi, contrariamente alle altre famiglie residenti nel quartiere, non vogliono rivendere a lui la propria casa. Bianca e Giulio interagiscono con la madre Gemma Aubry, presente solamente in questa stagione. La clinica Villa Aurora perde il finanziamento della Regione e viene acquistata da Guenda Pacifico e Tiziano Corradi, che la trasformano in una clinica privata. Maria viene licenziata perché la sua specializzazione non è abbastanza remunerativa. Gus ha una relazione con Guenda, ma non sa che lei ha un marito che vive a Orvieto. Roberto Magnani, figlio di Fulvio, si invaghisce di Maria e inizia a corteggiarla. Annuccia conosce un ragazzo più grande di nome Emiliano: decide di presentarsi come Anna e chiede a tutta la famiglia di abbandonare il vezzeggiativo. Il legame tra Maria e Marco sembra essersi spezzato irrimediabilmente, perché lui ha deciso di mentire affermando che andava a lavorare come inviato nel Parlamento Europeo, ma lei ha poi scoperto che invece è andato in zone pericolosissime del sud del mondo. Ave realizza diversi vestiti falsi, plagiando le grandi marche. Si invaghisce di Armando, ma lui è un militare della Guardia di Finanza e peraltro sta proprio indagando su questo commercio illegale. Maria inizia una nuova relazione con Roberto Magnani, ma poi si rende conto di amare ancora Marco. Lele e Bianca si trasferiscono per qualche settimana a Parigi, poi ritornano e hanno finalmente rimediato i soldi per ricomprare la casa dalla banca, grazie al programma televisivo culinario che è stato acquistato da una TV francese. Mentre viene celebrato il matrimonio civile di Maria e Marco con i nonni arrivati in extremis, Bianca partorisce in casa il piccolo Carlo, il sesto ed ultimo figlio di Lele.

### Nona stagione
La narrazione riprende nove mesi dopo il finale della 8ª stagione. Libero si rivolge direttamente ai telespettatori spiegando loro che Lele e Bianca si sono trasferiti a Parigi, Dante e Melina a Sulmona, e Anna si trova a Londra per frequentare l'ultimo anno di liceo in un college privato. Libero ed Enrica non si occupano più della masseria pugliese di Nilde e Andrea Biglietti, e sono tornati a risiedere stabilmente a Poggio Fiorito. In un aereo diretto a Roma si incontrano Lorenzo Martini, figlio di Achille (uno dei fratelli italoamericani di Libero), e Sara, sorella di Marco Levi. I due non sanno di avere alcuni parenti acquisiti in comune, e si ritrovano poi a vivere sotto lo stesso tetto. Lorenzo è un medico che inizia a lavorare a Villa Aurora dopo una brillante carriera negli Stati Uniti d'America, e viene ospitato dallo zio Libero. Sara è una mezzofondista che dovrebbe sposarsi con Giuliano, ma al momento della cerimonia, anziché pronunciare il fatidico sì, cambia idea e decide di lasciarlo. Enrica le offre ospitalità. Lorenzo è ancora innamorato della ex moglie Veronica, con cui ha un figlio di nome Tommy che non vedeva da tempo. Maria incontra una ragazzina straniera trasandata e affamata: la dottoressa si offre di aiutarla, ma lei le ruba il portafoglio e scappa via. Poi Maria riesce a rintracciarla: si chiama Giada e, dopo molte resistenze, chiede di essere ospitata a casa Martini. Sara ha deciso di abbandonare la carriera agonistica, senza rivelare la reale motivazione: ha un problema cardiaco grave. Stefano Valenti, un imprenditore relativamente giovane, si invaghisce di lei e cerca di coinvolgerla in tante esperienze diverse. Sara confida soltanto a lui la verità sul suo stato di salute. Elena è attratta da Tommy, ma quest'ultimo ha un'infatuazione per Giada. Anna torna temporaneamente a Roma, e si scopre che ha iniziato una relazione con uno studente britannico mantenendo il piede in due staffe con l'inconsapevole Emiliano, che ha addirittura venduto il suo negozio pensando di poter vivere con lei a Londra. Per il dolore causato da questo tradimento, Emiliano diventa un tossicodipendente. Nel corso di questa stagione, Maria non è sempre presente: alterna periodi di presenza a Roma con periodi di spostamenti a Torino insieme al marito Marco. Maria e Marco decidono poi di trasferirsi definitivamente nel capoluogo piemontese. Lorenzo, dopo essere apparentemente riuscito a riconquistare Veronica, si rende conto di amare Sara. Lei si ostina a non voler parlare del suo problema cardiaco. Successivamente, sarà proprio Lorenzo ad operare Sara, con l'aiuto del dottor Emilio Feroci. Qualche mese dopo, Sara e Lorenzo si sposano.

### Decima stagione
Il 1º gennaio un uomo corre all'aeroporto perché deve partire, ma è in ritardo e l'aereo parte senza di lui. La narrazione riprende otto mesi dopo: in agosto, la famiglia Martini si trova in vacanza in Puglia, ma senza Bianca e il piccolo Carletto che risiedono a Parigi con Gemma Aubry. In radio si sente la notizia del terribile disastro aereo del primo dell'anno, da cui quell'uomo si è salvato fortunatamente. Maddalena, una conoscente di vecchia data di Libero, viene abbandonata dal padre Gennaro. Libero ed Enrica la portano con loro a Roma al rientro dalle vacanze. Valerio Petrucci, l'uomo sopravvissuto, vuole incontrare Elena, ma non sa che la prima moglie di Lele è morta da tanto tempo. Elena e Valerio avevano avuto una relazione clandestina, e Valerio chiede a Lele di verificare chi dei due è il padre biologico di Anna, con la quale nel frattempo diventa amico. Sara ha un rapporto occasionale con uno sconosciuto incontrato ad una festa sulla spiaggia, festa a cui Sara è andata dopo aver duramente litigato con Lorenzo. Agnese Nobili, dopo avere vissuto per diversi anni con la madre, torna a vivere con il padre Oscar. Bobò è amico di Paolo, un coetaneo con cui condivide diverse passioni, tra cui quella per i droni. Paolo è figlio di Andrea Favella, l'uomo con cui Sara ha tradito Lorenzo. Quest'ultimo, all'oscuro di tutto, affida alla ditta di Andrea i lavori per rendere abitabile la villetta acquistata da Sara. Il test del DNA rivela che Valerio Petrucci è il padre biologico di Anna Martini. Tutta la famiglia è sconvolta da questa notizia. Anna si sente crollare il mondo addosso: la prima reazione è di tagliare i ponti con Valerio, ma dopo un po' di tempo ricomincia a frequentarlo, anche grazie a Geko, un arrogante cantante di cui Petrucci è produttore, e con cui Anna collabora come paroliera. Maddalena è delusa dall'amore perché il marito Rocco l'aveva tradita e lasciata durante il viaggio di nozze in crociera. Paolo è omosessuale ma non vuole rivelarlo al suo amico Bobó. Anche il professor Nicola Gardini è omosessuale: ha un'attrazione reciproca con Oscar Nobili, ma c'è l'ostacolo della giovane Agnese, che si è invaghita del suo insegnante. Bobó si dimostra intollerante nei confronti dell'amico Paolo, quando lui gli rivela il suo orientamento sessuale; poi cambia idea grazie a Lele che gli insegna il concetto di tolleranza. Anna si lascia influenzare da Petrucci e da Geko; ciò la porta ad allontanarsi dal padre putativo Lele e dal nonno acquisito Libero, per poi riconciliarsi con loro nel finale. Bianca e il piccolo Carlo ritornano in Italia negli ultimi minuti dell'ultimo episodio per trascorrere il Capodanno insieme a Lele.

## Episodi
| Stagione         | Episodi | Prima TV  |
| ---------------- | ------- | --------- |
| Prima stagione   | 52      | 1998-1999 |
| Seconda stagione | 26      | 2000      |
| Terza stagione   | 26      | 2003      |
| Quarta stagione  | 26      | 2004      |
| Quinta stagione  | 26      | 2007      |
| Sesta stagione   | 26      | 2009      |
| Settima stagione | 26      | 2011      |
| Ottava stagione  | 26      | 2013      |
| Nona stagione    | 26      | 2014      |
| Decima stagione  | 26      | 2016      |

## Produzione
Durante la seconda metà degli anni novanta, la società di produzione Publispei della famiglia Bixio acquistò il format della serie spagnola Médico de familia. L'adattamento italiano venne concepito e sviluppato dal produttore Carlo Bixio e dalla Rai. Gli autori del soggetto di serie furono Paola Pascolini e Tommaso Capolicchio. Alla regia dei vari episodi della prima stagione si alternarono Riccardo Donna e Anna Di Francisca. Vennero ingaggiati come interpreti principali della serie: Giulio Scarpati nel ruolo del capofamiglia Lele, Lino Banfi nel ruolo del nonno Libero, Claudia Pandolfi nel ruolo di Alice, cognata di Lele, Lunetta Savino nel ruolo della collaboratrice domestica Cettina e Milena Vukotic nel ruolo di Enrica, suocera di Lele.
Inizialmente Fabrizio Frizzi fu il primo candidato per il ruolo di Lele, ma declinò a causa dei già numerosi impegni televisivi. Anche a Luca Barbarossa venne proposto di interpretare il ruolo del protagonista della serie, ma egli non accettò in quanto non si riteneva adatto al mestiere di attore.
In un'intervista a TV Sorrisi e Canzoni Scarpati ha rivelato di come fosse inizialmente riluttante ad accettare il ruolo a causa della enorme durata delle riprese (ben quattordici mesi), ma di avere cambiato idea dopo che in Venezuela incappò in una puntata della serie spagnola, e, pensando fosse un segno del destino, accettò il ruolo. Dal canto suo Banfi invece accettò per la possibilità di cimentarsi in un ruolo completamente diverso rispetto a quelli interpretati negli anni settanta e negli anni ottanta. Inoltre alcuni attori erano stati inizialmente selezionati per ruoli differenti rispetto a quelli che avrebbero interpretato: è il caso di Ugo Dighero inizialmente scelto per interpretare Giacinto, fidanzato di Cettina, ruolo poi andato a un giovane Enrico Brignano.
Nella serie fece il suo debutto assoluto la piccola Eleonora Cadeddu, che venne scelta per il ruolo di Annuccia quando aveva solamente due anni e mezzo. L'esordio della bambina fu del tutto inaspettato e casuale, poiché la madre la portò con sé per far svolgere il provino solamente a Michael Cadeddu, fratello di Eleonora sia sul set sia nella vita reale; i responsabili del casting rimasero colpiti dalla spontaneità della bimba e quindi decisero di scritturare entrambi i fratelli.
Le riprese partirono nel febbraio 1998 e durarono fino alla primavera 1999 per un totale di 52 puntate: il motivo di un numero di episodi così corposo fu dovuto al fatto che inizialmente la serie era stata concepita per andare in onda nel day-time (mattino-pomeriggio), ma poi invece il direttore di Raiuno decise di programmarla nella prima serata della domenica. Come location fu usato il Teatro 20 di Cinecittà per le riprese principali. La prima stagione debuttò sul primo canale il 6 dicembre 1998 e andò in onda per 26 settimane consecutive concludendosi il 30 maggio 1999: raggiunse un successo crescente di puntata in puntata, chiudendo con undici milioni di telespettatori nel gran finale. Le riprese della seconda stagione iniziarono appena due settimane dopo che si era conclusa la messa in onda della prima: il cast restò quasi del tutto invariato, e andò in onda tra l'inverno e la primavera 2000.
Nel 2000, dopo la conclusione della seconda stagione, Giulio Scarpati e Claudia Pandolfi decisero entrambi di abbandonare la serie, nonostante le ripetute richieste del pubblico e dei produttori di proseguire con i loro ruoli. Il loro abbandono fece mettere in stand-by la produzione della serie, vista l'incertezza su come fosse possibile mandare avanti la trama senza i due personaggi fino ad allora più importanti. Soltanto nel 2003 il telefilm ritornò in onda, con Lino Banfi promosso a protagonista assoluto, svariati cambiamenti nella composizione del regular cast della serie, tra cui l'ingresso di Pietro Sermonti come nuovo medico di famiglia, e una sinossi più edulcorata e meno trasgressiva rispetto alle due stagioni iniziali. Nonostante i cambiamenti e l'assenza dei due protagonisti storici, la serie mantenne inalterato il suo successo.
Nel biennio 2003-2004, con la trasmissione inedita della terza e quarta stagione di Un medico in famiglia, ci fu la consacrazione come volti nazional-popolari di Margot Sikabonyi (presente fin dall'inizio della serie) e di Pietro Sermonti (una new entry della terza stagione). La storia d'amore dei loro due personaggi, Maria e Guido, li ha resi la coppia televisiva più amata in assoluto dal pubblico, anche con il passare degli anni, superando per iconicità e popolarità la coppia composta da Lele e Alice.
All'inizio del 2007, in attesa della prima visione della quinta stagione, si venne a sapere che il personaggio omosessuale Oscar Nobili avrebbe avuto una relazione sentimentale con un uomo (cosa mai accaduta in precedenza nella narrazione della serie), il nuovo personaggio Max Cavilli. I giornali di orientamento clericale o conservatore criticarono duramente la fiction: all'epoca, infatti, c'era un grande dibattito nell'opinione pubblica e in parlamento riguardo ai diritti civili degli omosessuali. Fino alla conclusione della prima visione, non fu possibile confermare o meno la presenza della scena di un bacio tra i due personaggi, ma alla fine non venne mostrata alcuna scena simile.
Dalla prima alla quinta stagione, la serie venne girata nel formato tradizionale 4:3. La sesta stagione venne girata in 14:9, un formato intermedio tra il 4:3 e il 16:9, molto utilizzato nella TV italiana degli anni 2000. Dalla settima alla decima stagione, invece, la serie venne girata nel formato panoramico 16:9 e in alta definizione.
Un medico in famiglia è l'ultima fiction televisiva italiana in formato 4:3, poiché la quinta stagione è datata 2007. La serie televisiva I Cesaroni, realizzata dalla stessa casa di produzione di Un medico in famiglia, adottò il formato panoramico 16:9 fin dalla sua prima stagione, datata 2006.
Dopo la conclusione della quinta stagione, nell'autunno del 2007 Scarpati decise di ritornare nella serie per interpretare stabilmente il ruolo di Lele. Anche Claudia Pandolfi venne più volte contattata per ricomporre la prima coppia del telefilm. Visto il suo netto e categorico rifiuto, i Bixio avevano ipotizzato di fare rientrare ugualmente il personaggio di Alice nella trama, assegnandolo però ad un'altra attrice, in maniera analoga a quanto era stato fatto per il personaggio di Laura nella serie Tutti pazzi per amore. Questa idea, però, venne accantonata.
Tra il 2008 e il 2009 si svolsero le varie fasi della lavorazione della sesta stagione della serie, stagione particolarmente attesa dal pubblico per via del ritorno di Giulio Scarpati, Pietro Sermonti e Ugo Dighero come componenti del cast fisso. Inoltre, venne comunicato che in questa stagione sarebbero arrivati a Roma anche i due gemelli di otto anni, interpretati da Domiziana Giovinazzo (sorella di Aurora) e da Gabriele Paolino. Le altre new entry più importanti furono Francesca Cavallin nel ruolo di Bianca e Caterina Misasi nel ruolo di Fanny, vale a dire i due personaggi femminili che avrebbero guidato la storyline sentimentale riguardante Lele. Lino Banfi, dopo aver vestito i panni di Libero Martini per cinque stagioni consecutive senza mai saltare nemmeno un episodio, comunicò che sarebbe stato presente solamente in una parte delle puntate della nuova stagione.
La sesta stagione venne trasmessa in prima visione nell'autunno del 2009, e sarebbe dovuta essere l'ultima stagione della serie. Infatti il produttore Carlo Bixio disse che la sesta stagione era "quella destinata a chiudere un ciclo". Nel programma settimanale ApriRai (oggi non più esistente) all'epoca in onda sui tre principali canali della TV di Stato, la voce fuori campo di Cinzia De Ponti annunciava che stava per incominciare la "sesta e ultima stagione" del telefilm. Anche Lunetta Savino, già componente del cast principale dalla prima alla quinta stagione, dichiarò di aver accettato di partecipare come guest star nella sesta stagione solamente perché avrebbe dovuto essere l'ultima stagione del telefilm. Tuttavia, visti gli eccezionali risultati di ascolto, già a fine novembre 2009, appena terminata la trasmissione degli episodi inediti, uscì la notizia che la serie sarebbe ancora proseguita con la settima stagione.
Sia Lino Banfi e sia Pietro Sermonti decisero di non partecipare in nessun modo, nemmeno con un cameo, alle riprese della settima stagione. Per giustificare le loro assenze, la produzione decise di far morire il personaggio di Guido, poiché la scelta di Sermonti di abbandonare il telefilm era definitiva e irrevocabile. Si decise inoltre di trasferire il nonno Libero all'estero (come già accaduto in precedenza con il personaggio di Lele) senza farlo morire, poiché si riteneva che Banfi avesse potuto cambiare idea in futuro.
A fine febbraio 2011, mentre sul primo canale andava in onda Cugino & cugino e c'era l'attesa per la settima stagione di Un medico in famiglia, il produttore Carlo Bixio morì improvvisamente per un malore. Qualche settimana dopo, la settima stagione venne presentata ufficialmente da Giulio Scarpati, dagli altri attori e dai registi, e venne dedicata allo storico produttore della serie da poco deceduto. Nei titoli di testa della settima stagione, Carlo Bixio venne accreditato per l'ultima volta come produttore.
Dal 2013, con l'ottava stagione, la serie è prodotta da Verdiana Bixio, che l'anno precedente era diventata presidente della Publispei succedendo al padre Carlo.
L'ottava stagione segnò il rientro nel cast di Lino Banfi nel ruolo di Libero, ma il personaggio fu presente solo per una parte degli episodi, come già accaduto nella sesta stagione. L'ottava stagione si contraddistinse anche per la partecipazione di Al Bano come guest star e per un numero record di bambini presenti a casa Martini, sebbene con un peso ridotto nell'economia narrativa della stagione, incentrata prevalentemente sulle vicende dei componenti adulti della famiglia Martini.
Durante la messa in onda dell'ottava stagione, venne avviata la produzione della nona stagione, ma sia Francesca Cavallin e sia Giulio Scarpati decisero di non parteciparvi. Nel 2014 arrivò sul primo canale la nona stagione della serie, con il consueto formato di ventisei episodi distribuibili in tredici serate, formato che era stato adottato per tutte le stagioni tranne la prima. Vista l'assenza di Scarpati, Lino Banfi tornò ad esserne il protagonista assoluto per tutti gli episodi della nona stagione, e Flavio Parenti entrò a far parte del cast principale nel ruolo di un nuovo medico in famiglia, Lorenzo Martini.
L'anno successivo venne messa in produzione la decima stagione, nella quale tornò in pianta stabile Giulio Scarpati nel ruolo di Lele ma si registrò l'abbandono di Margot Sikabonyi, che decise di dismettere i panni di Maria Martini dopo aver partecipato a tutte le nove stagioni precedenti, sebbene non in tutti gli episodi. Nel 2016, con la messa in onda dell'episodio 17 della decima stagione, ci fu per la prima e unica volta in questo telefilm una scena di un bacio tra due omosessuali: Oscar Nobili e Nicola Gardini. Tuttavia, non era la prima volta che in una serie TV della Rai veniva mostrata una scena di questo tipo.
Dopo la conclusione della decima stagione, su alcune testate giornalistiche era stata diffusa la notizia dell'imminente realizzazione dell'undicesima stagione. Tuttavia, l'undicesima stagione non è mai stata realizzata e la serie si è conclusa senza nessun comunicato ufficiale che ne spiegasse le ragioni.
Nel marzo del 2023, Lino Banfi dichiarò che era in campo l'ipotesi di realizzare una miniserie televisiva di due o tre puntate per dare una conclusione definitiva alle vicende della fiction. Nell'agosto dello stesso anno, anche la produttrice Verdiana Bixio di Publispei confermò l'ipotesi di rimettere nuovamente in produzione Un medico in famiglia.
Nel marzo del 2024, ospite al Milazzo Film Festival, l'attore Lino Banfi tornò a parlare di una possibile realizzazione di nuove puntate, affermando che il personaggio di nonno Libero sarebbe potuto tornare presto in tv.
Tuttavia, nel maggio del 2025, Giulio Scarpati, nel corso di una lunga intervista a Virgilio, ha dato uno stop definitivo a tale ipotesi, affermando che un ritorno di questa fiction risulterebbe anacronistico.

## Personaggi e interpreti
Personaggi principali introdotti nella 1ª stagione
- Lele Martini (stagioni 1-2, 6-8, 10 – guest 3 e 4), interpretato da Giulio Scarpati
- Libero Martini (stagioni 1-6, 8-10), interpretato da Lino Banfi
- Alice Solari (stagioni 1-2), interpretata da Claudia Pandolfi
- Giulio Pittaluga (stagioni 1, 6-7 – guest 2 e 8) interpretato da Ugo Dighero
- Irene Falcetti (stagione 1), interpretata da Edi Angelillo
- Enrica Solari Martini (stagioni 1-10), interpretata da Milena Vukotic
- Nicola Solari (stagioni 1 e 4), interpretato da Riccardo Garrone
- Cettina Gargiulo (stagioni 1-5 – ricorrente 6), interpretata da Lunetta Savino
- Giacinto Diotallevi (stagioni 1-2), interpretato da Enrico Brignano
- Maria Martini (stagioni 1-8 – ricorrente 9), interpretata da Margot Sikabonyi
- Ciccio Martini (stagioni 1-7 – guest 8 e 10), interpretato da Michael Cadeddu
- Annuccia / Anna Martini (stagioni 1-10), interpretata da Eleonora Cadeddu
- Alberto Foschi (stagioni 1-5 e 7), interpretato da Manuele Labate
- Reby (stagioni 1-5 e 7), interpretata da Carlotta Aggravi
- Mariano Valenti (stagioni 1-5), interpretato da Vincenzo Crocitti
- Jessica (stagioni 1-4), interpretata da Sabrina Paravicini
- Laura Mercanti (stagione 1), interpretata da Claudia Pozzi
- Giorgio Giorgi (stagioni 1-2), interpretato da Mauro Pirovano
- Jonis (stagioni 1-5), interpretato da Jonis Bascir
- Tea (stagioni 1-6 e 8-10), interpretata da Rosanna Banfi
- Irma (stagioni 1-2, 6-7 – guest 3), interpretata da Jinny Steffan
- Fausto (stagioni 1-5), interpretato da Pino Ferrara
- Nilde Martini (stagioni 1-7), interpretata da Anita Zagaria
- Carlo Foschi (stagioni 1 e 5), interpretato da Luigi Montini
- Oscar Nobili (stagioni 1-10), interpretato da Paolo Sassanelli
- Margherita (stagione 1), interpretata da Nadia Rinaldi
- Vincenzo (stagione 1), interpretato da Andrea Buscemi

Personaggi principali introdotti nella 3ª stagione
- Guido Zanin (stagioni 3-4 e 6), interpretato da Pietro Sermonti
- Carlotta Wilson (stagione 3), interpretata da Martina Colombari
- Alida Castellani (stagioni 3-4), interpretata da Chiara Salerno
- Marcello (stagioni 3-4), interpretato da Edoardo Leo
- Augusto Torello (stagioni 3-5), interpretato da Francesco Salvi
- Giovanni Macchio (stagioni 3-4), interpretato da Giovanni Guidelli

Personaggi principali introdotti nella 4ª stagione
- Eufrasia (stagione 4) interpretata da Esther Ortega
- Franco Caselli (stagione 4), interpretato da Nicola Farron
- Andrea Biglietti (stagioni 4-6 – guest 3), interpretato da Paolo Maria Scalondro
- Miranda Biglietti (stagioni 4-6), interpretata da Federica Sbrenna
- Eloisa Gherarducci (stagione 4), interpretata da Barbara Livi
- Ulrico Ulmi (stagioni 4-5 – guest 3), interpretato da Luigi Petrucci

Personaggi principali introdotti nella 5ª stagione
- Emilio Villari (stagione 5), interpretato da David Sebasti
- Sarita Dahvi (stagione 5), interpretata da Shivani Ghai
- Kabir Dahvi (stagione 5), interpretato da Kabir Bedi
- Max Cavilli (stagioni 5-6), interpretato da Alessandro Bertolucci
- Luz (stagione 5), interpretata da Vania De Moraes
- Melina Catapano (stagioni 5-8), interpretata da Beatrice Fazi
- Maura Bettati (stagioni 5-7), interpretata da Paola Minaccioni

Personaggi principali introdotti nella 6ª stagione
- Bianca Pittaluga (stagioni 6-8 – guest 10), interpretata da Francesca Cavallin
- Dante Piccione (stagioni 6-8), interpretato da Gabriele Cirilli
- Davide (stagione 6-9), interpretato da Alessandro D'Ambrosi
- Fanny Levantesi (stagione 6), interpretata da Caterina Misasi
- Ave Battiston (stagioni 6-9), interpretata da Emanuela Grimalda
- Albina (stagioni 6; 7 e 9), interpretata da Sarah Calogero (6) e da Clizia Fornasier (7 e 9)
- Tracy Gerardi (stagioni 6-7 – guest 8), interpretata da Tresy Taddei
- Giulia Biancofiore (stagioni 6-7 – guest 8), interpretata da Giulia Luzi
- Elena Martini (stagioni 6-10), interpretata da Domiziana Giovinazzo
- Bobó Martini (stagioni 6-10), interpretato da Gabriele Paolino
- Inge (stagioni 6-8), interpretata da Yana Mosiychuk
- Gloria (stagioni 6-10), interpretata da Monica Vallerini

Personaggi principali introdotti nella 7ª stagione
- Gus (stagioni 7-8), interpretato da Paolo Conticini
- Virginia Battaglia (stagione 7), interpretata da Giorgia Surina
- Marco Levi (stagioni 7-9 – guest 10), interpretato da Giorgio Marchesi
- Federica (stagione 7-8), interpretata da Federica Cifola
- Francesco Matteucci (stagione 7), interpretato da Giovanni Scifoni

Personaggi principali introdotti nella 8ª stagione
- Emiliano Lupi (stagioni 8-10), interpretato da Edoardo Purgatori
- Roberto Magnani (stagione 8), interpretato da Alessandro Tersigni
- Guenda Pacifico (stagione 8), interpretata da Chiara Gensini

Personaggi principali introdotti nella 9ª stagione
- Lorenzo Martini (stagioni 9-10), interpretato da Flavio Parenti
- Sara Levi (stagioni 9-10), interpretata da Valentina Corti
- Tommy Martini (stagioni 9-10), interpretato da Riccardo Alemanni
- Giada (stagione 9), interpretata da Denise Tantucci
- Veronica Cortese (stagione 9), interpretata da Claudia Vismara
- Stefano Valenti (stagione 9), interpretato da Michele Venitucci
- Emilio Feroci (stagioni 9-10), interpretato da Antonio De Matteo

Personaggi principali introdotti nella 10ª stagione
- Valerio Petrucci (stagione 10), interpretato da Stefano Dionisi
- Maddalena Tannino (stagione 10), interpretata da Cristiana Vaccaro
- Celeste Di Maio (stagione 10), interpretata da Anna Favella
- Andrea Favella (stagione 10), interpretato da Marco Bonini
- Geko Fornari (stagione 10), interpretato da Lorenzo De Angelis
- Agnese Nobili (stagione 10), interpretata da Mihaela Dorlan[48]
- Edoardo Zanoni (stagione 10), interpretato da Michele Cesari
- Nicola Gardini (stagione 10), interpretato da Leonardo Santini

## Matricole della serie
A questa serie parteciparono, con ruoli minori o secondari, attrici e attori che all'epoca erano poco noti, e che successivamente diventarono particolarmente conosciuti dal pubblico. Nella prima stagione Roberta Fiorentini, Teresa Saponangelo, Pietro Genuardi, Valentina Chico, Elda Alvigini, Veronika Logan, Giorgio Colangeli, Hoara Borselli ed Ettore Bassi. Nella seconda stagione Gabriele Mainetti, Elio Germano, Cesare Bocci, Neri Marcorè ed Edoardo Costa. Nella terza stagione Alessandra Mastronardi e Simone Montedoro. Nella quarta stagione Stefano Fresi, Carmine Recano e Francesca Chillemi. Nella settima stagione Marco Cassini. Inoltre, nella decima stagione si vede una fotografia di Damiano David (all'epoca ancora sconosciuto al pubblico mainstream) come un comune utente di un social network.

## Guest star
- 1ª stagione: Alessia Merz, Paola Saluzzi, Fabrizio Frizzi (solo voce), Orietta Berti, Gigi Marzullo, Tiberio Timperi
- 2ª stagione: Licia Colò, Max Pezzali
- 5ª stagione: Gian, Pietro Pulcini
- 7ª stagione: Giancarlo Magalli, Riccardo Rossi
- 8ª stagione: Al Bano
- 9ª stagione: Roberto Vecchioni
- 10ª stagione: Enzo Salvi

## Sede delle riprese

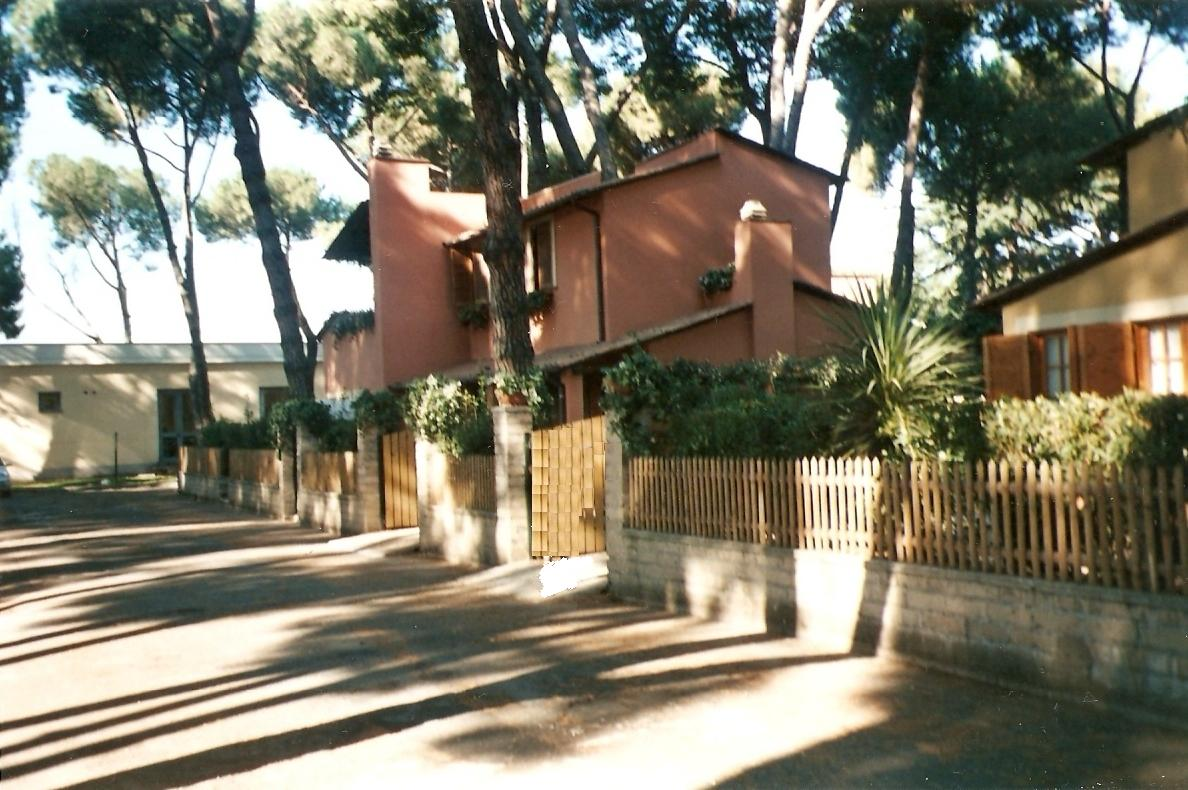
La storica villetta dei Martini a Cinecittà

La villetta unifamiliare dei Martini, situata a Roma, è il principale set di Un medico in famiglia. L'esterno della villa è ricostruito a Cinecittà mentre gli interni (che rispecchiano solo in parte la forma esterna della struttura) sono ricostruiti al teatro 21. I luoghi più frequentati sono il soggiorno e la cucina, che ospita tutti i pasti della famiglia Martini (a cui spesso partecipano ospiti e amici). Al piano terra si trovano tre camere da letto: accanto al soggiorno è situata la camera di Nonno Libero fin dalla prima stagione, dove a partire dalla quarta dormirà anche Enrica, ma che dalla sesta stagione verrà occupata da Lele quando i nonni sono assenti, diventando stabilmente sua e di Bianca nella settima e ottava stagione, per poi tornare la camera di Libero ed Enrica al loro definitivo ritorno a casa nella nona e decima stagione; di fronte alla cucina si trova la camera dei ragazzi, inizialmente Ciccio e Alberto, poi Ciccio e Bobò, Bobò e Jonathan, e infine Bobò e Tommy; dalla settima stagione, il garage (che ha un accesso dalla sala da pranzo) viene riadattato per essere la camera di Anna, e vi dormirà Sara nella nona stagione, mentre lei è a Londra; esiste anche un ripostiglio, in cui aveva dormito Ave per un periodo, e che nella decima stagione diventerà il tanto atteso secondo bagno. Al primo piano si trovano altre due camere e il primo bagno: la camera delle ragazze, inizialmente Maria e Annuccia, poi Annuccia da sola, Annuccia ed Elena, Elena Inge e Palù, Elena e Palù, Elena e Giada, infine Elena e Maddalena (la nuova colf); accanto, la storica camera di Lele, in cui verrà a stare la moglie Alice, che alla partenza di questi per l'Australia nella terza stagione viene affittata al nuovo "medico in famiglia" Guido (cui poi si sostituirà Emilio Villari nella quinta stagione quando Guido è in Africa), poi diventa la stanza di Guido e Maria da sposati, poi quella di Maria dopo la morte di Guido, in cui verrà a stare Marco, e che tornerà infine la stanza di Lele e Bianca nella decima stagione dopo la partenza di Maria e Marco per Torino. Infine, per necessità di spazi nell'ottava stagione (che risulta quella più affollata di personaggi), la mansarda al secondo piano diventa la nuova camera da letto dei nonni, per poi ospitare Lorenzo dalla nona stagione e Lorenzo con Sara nella decima.
Nelle prime quattro stagioni la Asl sperimentale nel centro storico della città (Trastevere) è il secondo set ricorrente della serie con la caotica sala d'attesa e la sala medici dove si svolgono i momenti di pausa.
Nella prima e nella seconda stagione molti dei protagonisti, tra cui Maria e i suoi amici, sono soliti trascorrere il pomeriggio presso il centro commerciale di Poggio Fiorito. In realtà la struttura in cui vengono riprese le scene è il centro commerciale Cinecittà Due, situato nel quartiere Cinecittà di Roma, proprio a fianco agli studi dove vengono girati gli episodi della serie.
Nella terza stagione vi sono alcune scene (come ad esempio il primo incontro tra Guido, Maria e Reby) che sono state girate presso la facoltà di Giurisprudenza all'Università degli Studi Roma Tre. Tale location viene poi riproposta anche in una scena con protagonista Marco nell'ottava stagione.
Nella quarta stagione vengono inseriti tre nuovi ambienti: la casa di Maria e Guido, la casa di Cettina e di Torello e, almeno nel finale di questa stessa quarta stagione, l'Ospedale Famiglia (che prende il posto della Asl sperimentale). L'Ospedale Famiglia, a differenza del precedente, è un ambiente più colorato e accogliente, ma scompare nella quinta stagione per fare posto al Poliambulatorio.
Nella quinta stagione sono stati introdotti altri due ambienti: il ristorante di Kabir, situato proprio di fronte alla villa di Cettina e di Torello e, come appena riportato, il nuovo Poliambulatorio, gestito da Emilio e Oscar, situato vicino alle villette di Poggio Fiorito.
Nella sesta stagione la vecchia casetta di Guido e Maria, divenuta poi in seguito il ristorante di Kabir, viene affittata da Giulio per aprire la sua tanto sudata cioccolateria. Gli interni di casa Martini sono stati notevolmente mutati, sia nell'arredamento che nella struttura stessa della casa, ad esempio le pareti, da gialle, sono divenute bianche. Scompare il poliambulatorio e prende posto la clinica Villa Aurora che, a differenza del precedente, è molto più grande e funzionale.
Nella sesta stagione le scene nelle quali alcuni dei personaggi passeggiano e fanno la spesa nel centro commerciale sono state girate presso il centro commerciale Parco Leonardo di Fiumicino.
Nella settima stagione la scuola di Annuccia Martini e lo studio psicologo di Maria Martini sono gli esterni dell'Istituto Tecnico Agrario "Giuseppe Garibaldi" zona Roma 70, mentre gli interni sono ambientati nel Teatro 21 di Cinecittà dove sono ambientati anche gli interni de I Cesaroni.
Nell'ottava stagione il terreno in Puglia di Libero è lo stesso campo del casale di Gus.
Nella nona stagione la cioccolateria di Bianca chiude, a seguito del suo soggiorno parigino, e viene trasformata in un bar che viene gestito da Sara. Gli interni di casa Martini mutano nuovamente, ad esempio le pareti da bianche sono divenute verdi, le porte da marroni sono divenute bianche.
Nella decima stagione, il set della fiction si è alternato tra la Puglia (dove sono state girate alcune scene delle prime due puntate) e Cinecittà, che ricrea la storica location di Poggio Fiorito. Tra le nuove ambientazioni introdotte in questa stagione: l'appartamento di Valerio Petrucci, la villetta in ristrutturazione di Sara e Lorenzo, il casale abbandonato dove Tommy e i writers si incontrano, la casa di Oscar e la comunità di recupero Raggio di Sole, dove Emiliano lavora come tutor.

## Distribuzione
La serie è composta in totale da 286 episodi, che furono trasmessi in prima visione su Rai 1 dal 1998 al 2016.
Nel corso degli anni, la serie è stata replicata su Rai 1, RaiSat Fiction, RaiSat Extra, RaiSat Premium, Rai Doc, San Marino RTV, Rai Premium e Rai Gulp. Tra il 2009 e il 2012 è stata resa disponibile per la visione on demand sul portale multimediale Rai.tv (sito oggi non più esistente) con le stagioni dalla prima alla settima.
Inoltre la serie è stata inclusa nella library di diverse piattaforme televisive streaming: su RaiPlay tutte le stagioni; su Prime Video inizialmente solo le prime quattro stagioni, poi visto l'apprezzamento del pubblico anche le stagioni dalla quinta alla decima; su Netflix le prime quattro stagioni; su Disney+ le ultime 2 stagioni.
Per quanto concerne la distribuzione in home video:
- Nel 1999 la prima stagione della serie venne distribuita in VHS da Rai Trade.
- Nel 2004 vennero pubblicati in DVD-Video tutti gli episodi della prima stagione, ora fuori catalogo. Non fu realizzato un cofanetto: i 52 episodi della prima stagione vennero ripartiti in 26 dischi. Ogni disco era un volume a sé stante, edito da 01 Distribution, e conteneva due episodi.

## Le sigle

### Ai Ai Ai
La canzone della sigla iniziale dalla 1ª alla 5ª stagione è Ai Ai Ai del gruppo musicale Los Locos. Nella sigla si vedono i personaggi della serie in situazioni divertenti con un'animazione alle loro spalle. La canzone viene inoltre fatta sentire anche durante alcuni episodi, ed è stata cantata da tutto il cast sia nell'ultima scena della quarta stagione sia nell'ultima scena della quinta stagione. Dal 1998 al 2007 la canzone della sigla è diventata molto popolare, e nel 2007 i Los Locos l'hanno eseguita dal vivo nella trasmissione televisiva 50 canzonissime. Nella quarta e quinta stagione, durante la sigla iniziale, Lino Banfi compare per primo, ma in sovrimpressione non compare più, come nelle prime tre stagioni, il nome Lino Banfi, ma una scritta: «Nonno Libero presenta». Nella sigla della quarta stagione, Lino Banfi appende con un chiodo un cartello con su scritto "Nonno Libero presenta", ma per sbaglio il martello gli finisce sulla mano, facendo partire l'«Ai, ai, ai, ai». Analogamente, nella sigla della quinta stagione, Banfi tiene in mano un ciak, con scritti i numeri "1 2 3 4 5". Questo, poi, gli schiaccia un dito, e lì parte il consueto «Ai, ai, ai, ai». Nella quinta stagione c'è anche na variante orientale della sigla: la musica cambia non appena compaiono i due personaggi indiani, Sarita e Kabir. Per motivi di tempo, la versione che si sente in tv all'inizio di ogni puntata non è la versione integrale perché mancano due strofe: entrambe si sono sentite sia nel finale della seconda stagione, durante la festa per la nascita dei gemelli di Lele e Alice, sia nella prima puntata della terza stagione, durante la prima scena in cui la famiglia Martini torna a Poggio Fiorito; invece, nella terzultima puntata della terza stagione, mentre Maria e Guido fanno l'amore per la prima volta, si sente in una versione arrangiata solo la prima strofa. 

La prima strofa dice: 

La seconda strofa, invece, dice: 
Dalla sesta stagione la sigla Ai Ai Ai, che accompagnava l'inizio della serie, passa nei titoli di coda (in seguito viene trasmessa molto più di rado).

### Je t'aime
La sigla utilizzata dal 2009 al 2016 è un brano ironico e divertente dal titolo Je t'aime, il riferimento al francese nasce dal fatto che Lele e Bianca sono legati alla Francia. Il testo parla dell'imprevedibilità dell'amore e trasmette un messaggio che invita a vivere con leggerezza.
Gli autori della sigla sono Emiliano Palmieri e Anna Muscionico, è cantata dall'attrice Giulia Luzi che interpreta nella serie l'amica di Annuccia, le edizioni musicali sono di Publispei e Cinevox.
La canzone viene riprodotta nella puntata "Ciao Giulia" della sesta serie durante la festa, del bacio tra Annuccia e Colla. Nella sesta e nella settima stagione, inoltre, al termine della sigla ci sono gli attori Domiziana Giovinazzo e Gabriele Paolino che augurano buon divertimento ai telespettatori, prima dell'inizio dell'episodio.
Gli autori della sigla Emiliano Palmieri e Anna Muscionico scrivono per la settima stagione i brani cantati da Annuccia, Gianfilippo Colla, Ivan e Giulia nei musical scolastici Parole su parole, Io e lei e Tempo.

## Riconoscimenti
Un medico in famiglia ebbe fin dalla prima stagione un costante apprezzamento da parte del pubblico, con risultati di ascolto particolarmente elevati rispetto alla media delle altre fiction italiane. Segnò, nel corso degli anni, diversi record di audience fino alla sesta stagione nel 2009. Nel corso di queste annate, Un medico in famiglia riuscì a superare più di una volta la diretta concorrenza del Grande Fratello, programma di Canale5. Il cast di Un medico in famiglia partecipò al Festival di Sanremo 2003 in qualità di ospite. L'episodio più visto di sempre, in tutta la storia della serie, fu l'ultimo della quarta stagione, Itaca, che con la prima visione del 3 dicembre 2004 sfiorò i 12 milioni di spettatori.
Con la messa in onda della settima stagione nel 2011, invece, i risultati di ascolto furono buoni ma non straordinari, e si mantennero in linea con la media di altre serie dell'epoca.
La serie vinse inoltre per due anni consecutivi il Telegatto come programma dell'anno.
Nel 2017, Un medico in famiglia vinse il premio del Diversity Media Awards come miglior serie TV italiana.

## Puntate accorciate
Il programma Striscia la notizia ha fatto notare che nella prima puntata della prima stagione (La casa nuova) sono state effettuate pesanti censure per eliminare qualsiasi riferimento alla vicenda di Sandra, una ragazza appena diciottenne rimasta incinta dopo un rapporto occasionale, e tormentata nel decidere se abortire o meno. Il primo episodio fu trasmesso in prima visione il 6 dicembre 1998 ma, in tutte le varie repliche successive, venne sempre trasmesso in una versione censurata, di soli quaranta minuti. Nei passaggi televisivi sui canali a pagamento di RaiSat l'episodio veniva invece trasmesso in replica nella versione integrale, di circa cinquantacinque minuti: tuttavia, quando nel 2009 i canali di RaiSat divennero gratuiti, il primo episodio venne nuovamente censurato. Negli episodi successivi il personaggio di Sandra partecipa ancora, e la sua vicenda risulta poco comprensibile per chi ha visto il primo episodio in versione censurata. Ad oggi, su RaiPlay il primo episodio è disponibile solo in versione censurata, mentre su Netflix e Prime Video è presente in versione integrale.
Alcuni tagli sono stati effettuati anche nella nona puntata della prima stagione (Quarantaquattro gatti) che, al contrario della prima puntata, è disponibile su RaiPlay in versione integrale, mentre su Prime Video è stata caricata in versione ridotta. Nella versione ridotta, sono state eliminate le scene di una partita a poker organizzata clandestinamente da Giulio, durante la quale Libero si mette a scimmiottare il modo di parlare di un giocatore balbuziente.

## La serie animata
Nel 2003 andò in onda in prima visione su Raidue una serie animata omonima, co-prodotta da Rai Fiction e Publiglobo per l'Italia e da Globomedia e Crea Anima2 per la Spagna. Tuttavia la serie animata venne cancellata dopo una sola stagione.